# Chips et Noi
Chips et Noi (respectivement Fabien Culié et Charles Lapassat) sont deux commentateurs français de League of Legends. 
Ils commentent plusieurs compétitions de League of Legends comme la ligue française de League of Legends (LFL), les European Masters, le League of Legends European Championship (LEC), le League of Legends Champions Korea (LCK) et le championnat du monde de League of Legends. 

## Histoire
L'origine de leurs pseudonymes est, pour Noi, une abréviation du terme « Chinois » qui lui était attribué pour ses origines asiatiques, et pour Chips, une trouvaille « qui sonne bien » à la dernière minute avant l'enregistrement de leur première vidéo. 
Les matchs sont soit commentés à partir de replays et diffusés sur leur site ou sur leur chaîne YouTube, soit effectués en direct en streaming ou lors d'évènements en LAN. Ils sont amis et travaillent avec les commentateurs de Starcraft II, Pomf et Thud,.

### O'Gaming TV
Ils sont cofondateurs de la WebTV O'Gaming, chaîne consacrée à la diffusion et aux commentaires de parties de jeu vidéo en ligne notamment du jeu League of Legends.
Le 29 octobre 2020, ils annoncent qu'ils quittent O'gaming TV 10 ans après sa création à la suite de désaccords en interne. 

### One trick Production (OTP)
En octobre 2020, deux mois après l'annonce de leur départ d'O'gaming, ils annoncent la création de leur nouvelle WebTV One Trick Production (OTP LoL) dans l'émission de Domingo, Popcorn,.  
Ils engagent Tweekz, Trayton, Laure Valée et d'autres commentateurs d'O'gaming TV. 
Pour la saison 2021, OTP récupère la quasi-totalité des droits de diffusion des championnats majeurs de League of Legends. Cependant, la diffusion de la ligue chinoise de League of Legends League of Legends Pro League(LPL) ainsi que des tournois internationaux Mid-Season Invitational et All-Star est assurée par O'Gaming TV cette année-là,.

## Compétitions commentées

### Internationales

#### Tournoi All-Star deLeague of Legends
Chips et Noi ont été choisis pour commenter, du 8 au 11 mai 2014, le tournoi All-Star de League of Legends (en) (réunissant chaque meilleure équipe des « continents de League of Legends ») au Zénith de Paris. Le tournoi s'est terminé avec la victoire de l'équipe coréenne SKT T1 face à l'équipe chinoise OMG (Oh My God). Chips et Noi ont qualifié la victoire des SKT T1 comme l'un des plus beaux moments de l'histoire de l'e-sport, et même plus globalement du sport de compétition.[réf. souhaitée].

#### Championnat du monde deLeague of Legends
Le duo de commentateurs a été choisi pour commenter la phase de groupes du championnat du monde de League of Legends 2015 qui se déroule en France, à Paris.

#### Mid-Season Invitational
En mai 2018, Chips et Noi sont choisis avec toute l'équipe de commentateurs League of Legends d'Ogaming TV pour présenter les phases finales du Mid-Season Invitational 2018 (en) (MSI) de League of Legends au Zénith de Paris.

### Régionales

#### League of LegendsEuropean Championship
Ils commentent la plus haute division européenne de la scène professionnelle de League of Legends.

#### League of LegendsChampionship Series
En 2017, ils commentent la finale du segment d'été des LCS EU 2017 se déroulant à Paris.

#### League of LegendsChampions Korea
Ils commentent aussi la LCK.

#### League of LegendsPro League
En 2020, ils commentent la ligue nationale chinoise. Cependant, avec la création d'OTP, ils ne récupèrent pas les droits de cette compétition et ne peuvent donc plus commenter les matchs pour 2021.

### Nationales

#### Ligue française deLeague of Legends
Ils commentent la ligue française de League of Legends (LFL).

#### European Masters
Ils commentent les European Masters, un tournoi rassemblant les meilleures équipes de différentes ligues nationales d'Europe.

#### Division 2
Ils commentent la Division 2 de la LFL.

## Popularité
Entre février 2011 et juin 2015, les vidéos de Chips et Noi ont été visionnées plus de 40 829 018 fois sur YouTube.
En 2021, pour la première année d'OTP, la WebTV se classera 4e mondiale sur Twitch parmi les chaînes spécialisées dans le commentaire e-sportif.[réf. nécessaire]

## Organisation de tournois

### Kings of Europe
Du 27 janvier 2012 au 31 janvier 2012, ils organisent le tournoi Kings of Europe, tournoi en ligne réunissant huit des meilleures équipes européennes pour 2 500€ de récompenses. À cette occasion, l'équipe CLG.EU bat l'équipe M5 en finale devant près de 100 000 spectateurs dont 20 000 français .

### Tales of the Lanes
Du 26 octobre 2012 au 11 novembre 2012, ils organisent le tournoi Tales of the Lanes, tournoi dont les qualifications en ligne réunissent 10 des meilleures équipes européennes pour 30 000€ de récompenses. Les demi-finales et la finale se déroulent à Paris, au Casino de Paris devant 1 500 personnes. La retransmission sur internet dépasse les 100 000 spectateurs . La particularité de ce tournoi a été le financement participatif demandé à la communauté pour l'organisation via le site My Major Company (80 000€ étaient demandés, 105 000€ ont été récoltés , pour un budget total de 200 000€ ). Ce sont les Curse.eu qui se sont imposés en finale face à la team française Eclypsia.